# رادرفوردیم-۲۵۹
رادرفوردیم-۲۵۹ یکی از ایزوتوپ‌های رادرفوردیم است که نیمه‌عمری معادل ۲٫۸ ثانیه دارد و معمولاً با واپاشی آلفا تجزیه می‌شود اما واپاشی آن با شکافت خود به خودی و واپاشی بتا نیز رصد شده‌است.
گروه مؤسسه مشترک تحقیقات هسته‌ای در سال ۲۰۰۰ اعلام کردند که از یک واکنش همجوشی هسته‌ای برای ساخت رادرفوردیم استفاده کردند. آن‌ها ۲۵۶No را مشاهده کردند که محصول واپاشی ۲۶۰Rf بوده‌است؛ و یک اتم ۲۵۹Rf را — که خود تجزیه شد — نیز رصد کردند. از این رو آزمایش را بارها تکرار کردند ولی نتایج متفاوتی به‌دست آمد. این امر باعث مداخلهٔ آزمایشگاه ملی لارنس برکلی برای تکرار آزمایش نیز شد تا محصول این آزمایش مشخص شود. در نهایت ۴ ایزوتوپ متفاوت ۲۶۱Rf, ۲۶۰Rf، ‏۲۵۹Rf, ۲۵۸Rf به‌دست آمد.
{\displaystyle \mathrm {^{238}_{92}U+_{12}^{26}Mg\rightarrow _{104}^{264}Rf^{*}} \rightarrow {\begin{cases}\mathrm {^{261}_{104}Rf+3_{0}^{1}n} \\\mathrm {^{260}_{104}Rf+4_{0}^{1}n} \\\mathrm {^{259}_{104}Rf+5_{0}^{1}n} \\\mathrm {^{258}_{104}Rf+6_{0}^{1}n} \end{cases}}}